# 巴布伊諾街
41°54′29″N 12°28′46″E / 41.908137°N 12.47951°E

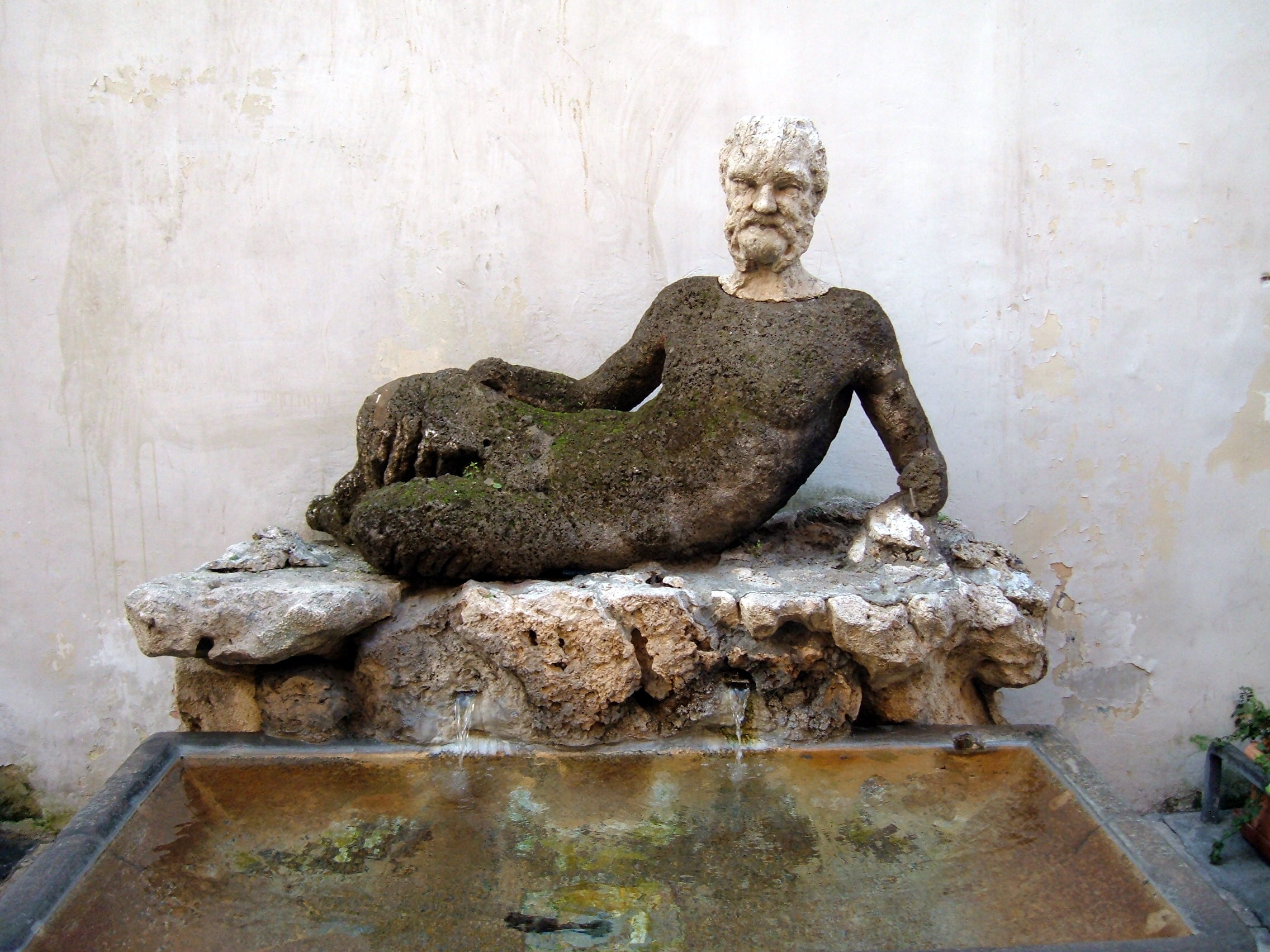
巴布伊諾

巴布伊諾街（Via del Babuino）是意大利罗马历史中心的一条街道，位于战神广场区,两端连接人民广场与西班牙广场，是三叉戟街道网的一部分。

## 历史
巴布伊諾街的起源可以追溯到13世纪。1571年，在庇护五世的倡议下，沿街布置了一个新的公共用水喷泉。由于雕像的丑陋，而被称为巴布伊諾。整条街也因此得名，称为巴布伊諾街。

## 地标
巴布伊諾街沿线的名胜古迹，除了巴布伊諾以外，还有圣公会诸圣堂以及拜占庭礼天主教堂、希腊国家教堂圣亚大纳修堂。